# XXII. Gebirgs-Korps (Wehrmacht)
Das Generalkommando XXII. Gebirgs-Armeekorps war ein deutsches Armeekorps der Wehrmacht im Zweiten Weltkrieg. Das Korps wurde für den größten Teil seiner Existenz als Besatzungsmacht in Westgriechenland eingesetzt.

## Geschichte
Das XXII. Gebirgskorps wurde am 20. August 1943 im Wehrkreis VII in Sonthofen gebildet.
Unmittelbar nach der Formation wurde dem Korps die Verantwortung für die Besatzungstruppen im (Nord-)Westen Griechenlands übertragen. Das Hauptquartier war in Ioannina stationiert. Dieses Gebiet war früher Teil der italienischen Besatzungszone, aber die Deutschen übernahmen nach der Kapitulation der Italiener die Kontrolle über das Gebiet. Im Dezember 1943 wurde das Unternehmen Seepferd durchgeführt, eine Anti-Partisanen-Operation in der Nähe von Elafina in Griechenland. Das Korps blieb bis Oktober 1944 an diesem Ort und schloss sich dann dem deutschen Rückzug aus Griechenland an.
In der Zwischenzeit war eine separate Aktion durchgeführt worden. Am 19. März 1944 nahm der Korpsstab mit einigen Einheiten am Unternehmen Margarethe, der deutschen Invasion Ungarns, teil. Sie wurde durchgeführt, um die Friedensgespräche des ungarischen Staatschefs Miklós Horthy zu vereiteln, die erfolgreich waren. Die Invasion war unblutig.
Der Rückzug aus dem Balkan 1945 erfolgte über Montenegro, danach wurde das Korps nach Ungarn transportiert. Die sowjetischen Truppen waren nördlich der Drau durchgebrochen und das Korps wurde Teil der Sperrlinie zwischen Plattensee und Drau. Nach dem Scheitern der Unternehmen Frühlingserwachen schloss sich das Korps unter dem Druck der Sowjets dem Rückzug an. Über Marburg an der Drau in der Untersteiermark zog sich das Korps in die zentrale Steiermark und dann nach Kärnten zurück.
Am 8. Mai 1945 kapitulierte das XXII. Gebirgskorps in Kärnten.

## Kommandeure
- General der Gebirgstruppe Hubert Lanz